# VOICE (Perfumeの曲)
「VOICE」（ボイス）は、日本のテクノポップユニット・Perfumeの11枚目のシングル。2010年8月11日に徳間ジャパンコミュニケーションズから発売された。規格品番は初回限定盤がTKCA-73560、通常盤がTKCA-73565。

## 背景
前作「不自然なガール/ナチュラルに恋して」以来4か月ぶりのシングル。

## 制作
今作では初めてメンバーと音楽プロデューサーである中田ヤスタカとの（新曲製作前の）意見交換、食事会が行われた。
表題曲「VOICE」はメンバー曰く「歌モノ」であり、Perfumeの楽曲としては初となるアジアンテイストの施された曲となっている。しかし中田と対談した際、メンバーは「夏フェスで盛り上がれるバッキバキのサマーチューン」、所謂「音モノ」をリクエストしていたため、全く違うものを渡されて戸惑ったという。

## ミュージック・ビデオ
メンバーの意見も取り入れ、一切CGを使用していない。
本来2010年7月28日にYouTubeで公開される予定であったが、徳間ジャパンコミュニケーションズのミスにより、予定公開日の8日前の同月20日にYouTubeに流出してしまった。この流出の件については、徳間ジャパンコミュニケーションズが「ファンの皆様はじめ、メンバー及び関係者の方々にご迷惑をお掛けしたことを深くお詫び致します」と謝罪している。
本作の初回限定盤に付属しているDVDに収録された。 また、Blu-ray&DVD『Perfume Clips』にも収録された。

## 楽曲について
1. VOICE
メンバー曰く「メロディーがとても綺麗で、あぁ、良い曲だなと思える曲」。Perfumeの曲としては珍しく、ソロパートの無い楽曲となっている。
2. 575
Perfumeが初めてラップを披露している。また、詞のラップパート以外の部分が、タイトル通り五・七・五で編成されている[3]。
レコーディングの際ずっと五七五で続いていた歌詞から一転、急激に歌詞が増えていて、それがラップであることを知った時は「とても驚き、とても不安だった。が、歌ってみるととても格好良いものに仕上がり、こっちがA面でも良かったな」とメンバーは語っている[4]。また、中田も「リード曲(A面)でもいいと思ったんですけどね。」と語っている[5]。

## タイアップ
- ｢日産のお店で! キャンペーン｣CMソング（#1）
- KDDI／沖縄セルラー電話「iida LIGHT POOL」CMソング（#2）

## プロモーション
着うたは2010年7月13日から「575」が、同年7月21日から「VOICE」が先行配信された。

## 収録曲

### CD
| 全作詞・作曲: 中田ヤスタカ（編曲含む）。 |                                   |                           |                           |      |
| #                                        | タイトル                          | 作詞                      | 作曲・編曲                | 時間 |
| 1.                                       | 「VOICE」                         | 中田ヤスタカ （編曲含む） | 中田ヤスタカ （編曲含む） | 4:13 |
| 2.                                       | 「575」                           | 中田ヤスタカ （編曲含む） | 中田ヤスタカ （編曲含む） | 4:27 |
| 3.                                       | 「VOICE -Original Instrumental-」 | 中田ヤスタカ （編曲含む） | 中田ヤスタカ （編曲含む） | 4:13 |
| 4.                                       | 「575 -Original Instrumental-」   | 中田ヤスタカ （編曲含む） | 中田ヤスタカ （編曲含む） | 4:25 |
| 合計時間:                                | 合計時間:                         | 17:18                     |                           |      |

### DVD（初回限定盤のみ）
1. VOICE -Video Clip-

## チャート成績
2作連続で自己最高初動売上を更新。2010年9月、ゴールドディスクに認定された。